# Sant Miquel del castell de Veciana
Sant Miquel és una capella al nucli de Veciana (Anoia) inclosa a l'Inventari del Patrimoni Arquitectònic de Catalunya.
Església d'una nau i absis semicircular, es troba adossada a la casa consistorial. Ha estat consolidada i queden les restes de tres murs i la meitat de l'absis del segle xiii i que tenia una finestra de doble esqueixada. La porta estava a la façana de migdia (queden la part inferior dels brancals i dos llindars esglaonats de pedra). Els murs s'aixecaven sobre una banqueta de fonamentació de la que queden restes a les façanes nord i est. La façana de ponent no és la original, ja que sembla que la nau va ser escurçada per aquell costat. ES conserva una part de l'arc triomfal que s'obria al presbiteri i vestigis de la volta de maó de pla que havia substituït la primitiva volta de pedra. El nou paviment sobresurt de l'absis i forma un mirador. És de formigó contrastant amb la resta de materials.
El lloc havia estat ocupat pel castell de Veciana conegut des del segle xi. Entre el 1020 i el 1040 la família Balsareny té la possessió de Veciana i Montfalcó. Al segle xiii es construeix el temple, cobert amb volta de pedra. Al segle xvii el temple va tenir un esfondrament important i per substituir la volta original, que va caure, es va fer una volta de maó de pla i es va pavimentar amb cairons tot l'interior. Hi ha documentació de diverses visites pastorals (1698, 1721, 1734, 1824). El 1865 s'ordena la reparació de la teulada. El culte va continuar fins a la dècada del 1910. El 1939 es va construir un camí que va tallar el pendent del puig situat a l'est de l'absis provocant-ne la degradació i la desaparició de la meitat nord, per manca de fonamentació. Posteriorment l'espai fou utilitzat com abocador.